# 斯普魯斯瓦利鎮區 (明尼蘇達州馬歇爾縣)
斯普魯斯瓦利鎮區（英語：Spruce Valley Township）是位於美國明尼蘇達州馬歇爾縣的一個行政鎮區。

## 歷史
斯普魯斯瓦利鎮區於1888年設立，得名自當地的杉樹林。

## 地方資料
斯普魯斯瓦利鎮區的面積為94.11平方千米，皆為陸地。根據2020年美國人口普查的數據，當地共有人口239人，而人口密度為每平方千米2.54人。